# 12134 Гансфрідеман
12134 Гансфрідеман (12134 Hansfriedeman) — астероїд головного поясу, відкритий 24 вересня 1960 року.
Тіссеранів параметр щодо Юпітера — 3,083.